# 李良园
李良园（1952年6月—），男，汉族，浙江宁波人，中华人民共和国政治人物，曾任中共上海市委副秘书长，上海市人民政府秘书长、党组成员，上海市政协副主席，第六届全国人大代表。